# Татарское Текашево
Тата́рское Тека́шево (тат. Татар Тәкәше) — деревня в Менделеевском районе Республики Татарстан, в составе Бизякинского сельского поселения.

## География
Деревня  находится в 11 км к северо-востоку от районного центра, города Менделеевска.

## История
Деревня Татарское Текашево (первоначально была известна под названием Починок по речке Кусянде) упоминается в исторических документах с 1680 года.
В сословном отношении, в XVIII столетии и вплоть до 1860-х годов жителей деревни причисляли к государственным крестьянам. Их основными занятиями в то время были земледелие, скотоводство, подёнщина на пристанях, извоз.
По сведениям из первоисточников, в начале XX столетия в деревне действовали мечеть, мектеб (с 1908 года).
С 1930 года в деревне работали коллективные сельскохозяйственные предприятия.
Административно, до 1921 года деревня относилась к Елабужскому уезду Вятской губернии, с 1921 года — к кантонам ТАССР, с 1930 года (с перерывами) — к Менделеевскому (Бондюжскому) району Татарстана.

## Население
| 1795 | 1859 | 1887 | 1905 | 1911 | 1920 | 1926 | 1938 | 1949 | 1958 | 1970 | 1979 | 1989 | 2002 | 2010 | 2017 |
| ---- | ---- | ---- | ---- | ---- | ---- | ---- | ---- | ---- | ---- | ---- | ---- | ---- | ---- | ---- | ---- |
| 28   | 110  | 201  | 277  | 305  | 333  | 336  | 294  | 240  | 182  | 190  | 150  | 89   | 80   | 85   | 88   |

Национальный состав: 2002 - татары (99%). 

## Административная принадлежность
До 1921 г. деревня входила в Кураковскую волость Елабужского уезда Вятской губернии. С 1921 г. в составе Елабужского, с 1928 г. – Челнинского кантонов ТАССР. С 10 августа 1930 г. – в Бондюжском, с 20 января 1931 г. – в Елабужском, с 10 февраля 1935 г. – в Бондюжском, с 1 февраля 1963 г. – в Елабужском, с 15 августа 1985 г. – в Менделеевском районах.
Ныне входит в состав Бизякинского сельского поселения.

## Экономика
Полеводство, скотоводство.

## Образование и культура
До 2003 г. работала начальная школа. Действуют клуб (с 1956 г.), фельдшерско-акушерский пункт (с 1945 г.).
В 2017 г. благоустроен родник «Изге чишмэ».